# Anthipes
Anthipes – rodzaj ptaków z rodziny muchołówkowatych (Muscicapidae).

## Zasięg występowania
Rodzaj obejmuje gatunki występujące w Azji Południowej i Południowo-Wschodniej.

## Morfologia
Długość ciała 11,5–13 cm, masa ciała 11 g.

## Systematyka

### Etymologia
Rodzaj Anthus Bechstein, 1805, świergotek; łacińskie pes, pedis – stopa < greckie πους pous, ποδος podos – stopa.

### Podział systematyczny
Takson wyodrębniony ostatnio z Ficedula. Do rodzaju należą następujące gatunki:
- Anthipes monileger (Hodgson, 1845) – gardłówka białobroda
- Anthipes solitaris (S. Müller, 1836) – gardłówka rdzawobrewa